# Obie Trotter
Obie Trotter, né le 9 février 1984, à Robertsdale, en Alabama, est un joueur américain naturalisé hongrois de basket-ball. Il évolue au poste de meneur.

## Palmarès
- Joueur de l'année SWAC 2005
- First-team All-SWAC 2004, 2005, 2006
- SWAC All-Defensive Team 2005, 2006
- Meilleur intercepteur NCAA 2005